# Малоросійські козацькі полки 1831-1832 років
Малоросі́йські коза́чі полки́ 1831—1832 ро́ків — тимчасові козацькі формування, створені з козаків Полтавської та Чернігівської губерній у 1831 році задля допомоги з придушення польського повстання 1830—1831 років. Були розпущені у 1832 році. Етимологічно назва походить від набору підрозділів із тогочасного Малоросійського генерал-губернаторства.

## Причини створення Малоросійських козацьких полків
Національно-визвольний рух поляків першої третини XIX століття вилився у польське повстання 1830—1831 років. Для допомоги у його придушенні уряд звертається до козацтва Полтавської та Чернігівської губерній. Цим кроком планувалось як посилити боєздатність армії, так і отримати лояльність українського козацтва даних губерній для боротьби з польськими повстанцями, тобто головною причиною формування малоросійських козацьких полків був вияв польського національно-визвольного руху та пошук російською владою резервів для його придушення.

## Процес формування Малоросійських козацьких полків
6 травня 1831 року виходить царський маніфест про формування малоросійських козацьких полків. В додаток до нього йшло рос. «Положенние о сформированіи вь двухь Малороссійскихь губерніях восьми полков легкой кавалерии», яке конкретизувало виконання справи. Маніфест і положення були опубліковані 11 травня. Були створені губернські та повітові комітети, які відповідали за мобілізацію козаків, за комплектацію їх зброєю, за доставку коней, фуражу і продовольства. Козаки потрапляли у полки за рішенням козацьких зборів, згідно з рекрутською чергою.
Рекрутська черга складалася по сім'ях. Формування рядового складу козаків розраховувалось таким чином, що з 163 душ козацького населення буде виставлений один 1 козак для Малоросійських козацьких полків.
Офіцерський корпус формувався з відставних офіцерів, що перебувають на пенсії не довше, ніж 10 років, та чиновників. Офіцерів обирали дворяни повітів, а потім затверджував Малоросійський генерал-губернатор Рєпнін-Волконський Микола Григорович. Для багатьох молодих дворян Полтавської та Чернігівської губернії, які не мали відповідної військової освіти, але прагнули розпочати престижну військову кар'єру, служба в Малоросійських козацьких полках була слушною нагодою це зробити. Унтер-офіцерами могли бути вибрані як дворяни, так і козаки.
Формування полків було завершено до 25 червня.
Штаби полків на момент створення і місця формування їх знаходились в таких населених пунктах:
- 1-й полк — у Решетилівці Полтавської губернії
- 2-й полк — у Нових Санжарах Полтавської губернії
- 3-й полк — у Лоцках Полтавської губернії
- 4-й полк — у Березані Полтавської губернії
- 5-й полк — у Лубнах Полтавської губернії
- 6-й полк — у Бахмачі Чернігівської губернії
- 7-й полк — у Березні Чернігівської губернії
- 8-й полк — у Слободі Климовій Чернігівській губернії

За процесом формування резервних ескадронів наглядав, призначений Малоросійським генерал-губернатором, лейб-гвардії ротмістр Устимович, а з 10 вересня лейб-гвардії капітан Боратський.

## Структура полків та характеристика особового складу
Згідно з положеннями царського маніфесту від 6 травня 1831 року було сформовано 8 полків. За штатом у полку повинно було бути 732 козака і офіцера, а з допоміжним персоналом чисельність його нараховувала 860 осіб. Полк складався із 6 ескадронів: 4 діючих, які формувались одразу, і 2 резервних, які формувались по закінченню жнив. В ескадроні нараховувалось 144 козака та офіцера. 2 ескадрони об'єднувались в 1 дивізіон. Всього, у 8 малоросійських козацьких полках мало нараховуватись 6900 козаків і офіцерів, але на театр бойових дій було відправлено 4800 козаків у 32 ескадронах, бо резервні ескадрони були сформовані на початку вересня, коли листопадове повстання було вже майже придушене.
Територія Полтавської і Чернігівської губерній була розбита на 8 частин з відносно однаковою кількістю козацького населення — близько 55 тисяч осіб — для формування 8 полків легкої кавалерії. Було мобілізовано 1,3 % дорослого чоловічого населення козацького стану. Козаки з Полтавської губернії становили 63 % від загальної кількості мобілізованих.
Вік козаків у Малоросійських козацьких полках становив від 20 до 40 років, середній вік становив 24 роки. Більшість козаків, відправлених до полків, були неписемні, неодружені, без навичок до певного ремесла. Відправляли, переважно, молодших синів.

## Перелік командирів
Командирів полків було призначено указом від 23 червня 1831 року.
- 1-й Малоросійський козацький полк очолив Майор Краснокутський з Фінляндський драгунського полку
- 2-й Малоросійський козацький полк очолив майор Бабохов з Олександрійського піхотного полку
- 3-й Малоросійський козацький полк очолив полковник Лизогуб із лейб-гвардії уланського полку
- 4-й Малоросійський козацький полк очолив підполковник Сакунь з Інгермаландського уланського полку
- 5-й Малоросійський козацький полк очолив підполковник Гайворонський з Українського уланського полку
- 6-й Малоросійський козацький полк очолив підполковник Масюков, а з 12 липня 1831 року підполковник Кабанов з кінно-єгерського полку короля Вюртемберзького
- 7-й Малоросійський козацький полк очолив підполковник Стоцький з Київського гренадерського полку
- 8-й Малоросійський козацький полк очолив підполковник Рашевський з Єлисаветградського гусарського полку

Таким чином, командирами полків були призначені досвідчені офіцери з діючих армійських полків.

## Характер несення військової служби
З Малоросійських козацьких полків не було створено окремого підрозділу. Безпосереднім воєнним командиром був командир 4 піхотного корпусу генерал-лейтенант Савіні, що входив до складу 1-ї армії. Відповідно всі 8 полків перебували у складі цього корпусу.
15 серпня виходить наказ Малоросійського генерал-губернатора про переміщення усіх 8 Малоросійських козацьких полків у Білорусь двома колонами по чотири полки. Малоросійські козацькі полки під час маршу підкорялись наказам тих генерал-губернаторів, на території яких вони перебували. Це були: Малоросійський, Віленський, Ризький, Курляндський, Гродненський генерал-губернатори.
Вони прибули на територію Білорусі в той момент, коли польські повстанці були вже оточені у Варшаві, а фактично доля самого повстання була вже вирішена, тому в активних бойових діях українські козаки участі не брали.
Військова служба Малоросійських козацьких полків полягала у здійсненні облав, розшуків, допитів, вилучення зброї у місцевого населення, розшук призовників-дизертирів, покарання несправних платників податків та повинностей разом із поліцією, тобто це була частково репресивна діяльність по відношенню до місцевого населення та виконання функцій поліції.
Характер військових операцій малоросійських козацьких полків був представлений у вигляді забезпечення діяльності регулярних частин російської армії: розвідка, охорона тилів, конвоювання. Наступним видом бойових завдань були жандармські функції. Взагалі, характер завдань, які вони виконували, нагадує внутрішні війська, тобто підтримка порядку серед місцевого населення, а на випадок бойових дій з противником використовувались як армійські частини.
Забезпечення полків продовольством було в незадовільному стані. Це підтверджує рапорт майора Краснокутського від 10 жовтня 1831 року, що його полк з 16 вересня не отримував продовольства. Дисципліна серед козаків Малоросійських козацьких полків була на незадовільному рівні. Так, козаки 1-го Малоросійського козацького полку вимагали у господарів квартир, де вони перебували, свічок, дров, круп, картоплі, фуражу і возів. Були зафіксовані випадки самовільного залишення військових постів, бойового чергування та пияцтво.

## Доля Малоросійських козацьких полків
2 листопада 1831 року вийшов наказ Малоросійського генерал-губернатора Рєпніна про тимчасовий розпуск резервних ескадронів, але на перший же виклик вони повинні бути одразу мобілізовані, зброя і амуніція здається на збірних пунктах дивізіонів, під наглядом гродської поліції.
6 січня 1832 року було видано наказ Малоросійського генерал-губернатора, на підтвердження імператорського маніфесту від 4 січня 1832 року, про розформування 3, 4, 5 і 8 полків.
7 серпня 1832 року було видано наказ Рєпніна М. Г., про відправлення 2 полків на Кавказ, на річку Терек, у станиці Владикавказька, Архонська, Ардонська і Урумська під назвою «Малоросійські козацькі полки», ще два несли відомчу варту. Вони мали бути відправлені до 6 вересня 1832 року.
Інші 2 полки були розподілені між підрозділами митної варти в Ізмаїльському, Одеському, Скулянському та Юрбурзькому митних округах.
Щодо пільг, які отримали малоросійські козаки, то це: скасовано недоїмки на суму 2 345 792 рублів, зменшено оброчний податок з 8 до 4 рублів, земля закріплювалась у довічне користування з правом продажу, але тільки представникам свого стану, узаконювалось право торгівлі спиртними напоями, військова служба в рекрутських рядах залишалася 15 років, причому щорічно в солдати бралось 5 чоловік з тисячі козаків, в той час як звичайні селяни виставляли 20 рекрутів з 1000 осіб.